# Megalodes tengistana
Megalodes tengistana är en fjärilsart som beskrevs av Brandt 1938. Megalodes tengistana ingår i släktet Megalodes och familjen nattflyn. Inga underarter finns listade i Catalogue of Life.